# 大果绞股蓝
大果绞股蓝（学名：Gynostemma burmanicum var. molle）为葫芦科绞股蓝属下的一个变种。

## 扩展阅读
- 維基物種上的相關：大果绞股蓝